# Asteroma coryli
Asteroma coryli är en svampart som först beskrevs av Karl Wilhelm Gottlieb Leopold Fuckel, och fick sitt nu gällande namn av B. Sutton 1980. Asteroma coryli ingår i släktet Asteroma och familjen Gnomoniaceae.   Inga underarter finns listade i Catalogue of Life.